# Allopauropus ieenus
Allopauropus ieenus är en mångfotingart som beskrevs av Ulf Scheller 1997. Allopauropus ieenus ingår i släktet småfåfotingar, och familjen fåfotingar. Inga underarter finns listade i Catalogue of Life.